# Mbinia xenophora
 (juin 2021).
Genre
Espèce
Mbinia xenophora, unique représentant du genre Mbinia, est une espèce d'opilions laniatores de la famille des Assamiidae.

## Distribution
Cette espèce est endémique du Río Muni en Guinée équatoriale. Elle se rencontre sur le mont Alén.

## Description
Le mâle holotype mesure 4,4 mm et la femelle paratype 5,92 mm.

## Publication originale
- Santos & Prieto, 2010 : « Los Assamiidae (Opiliones: Assamiidae) de Río Muni (Guinea Ecuatorial), con la descripción de ocho nuevas especies. » Revista de Biologia Tropical, vol. 58, no 1, p. 203–243.